# Distrito de Namora
El Distrito de Namora es uno de los 12 distritos de la Provincia de Cajamarca  ubicada en el departamento de Cajamarca, bajo la administración del Gobierno regional de Cajamarca, en el norte del Perú. Limita al norte con Los Baños del Inca y Encañada, por el sur con Jesús y Matara, al este con la provincia de Celendín y al oeste con parte de Jesús y con el distrito de Llacanora.
Desde el punto de vista jerárquico de la Iglesia católica forma parte de la diócesis de Cajamarca la cual, a su vez, pertenece a la Arquidiócesis de Trujillo.

## Historia
El distrito fue creado mediante Ley n.º 218 del 14 de agosto de 1920, en el gobierno de Augusto Leguía.

## Autoridades

### Municipales
- 2019-2022[3]
  - Alcalde: Juan Eleuterio Lobato Yarango, del partido político Acción Popular .
- 2022-2025
  - Alcalde: José Wilmer, Briones Álvarez, del partido Somos Perú

## Festividades
- Febrero: Carnavales.
- 13 de junio: San Antonio.
- 30 de agosto: Santa Rosa de Namora, Fiesta Patronal.